# Velebit TV
Velebit TV je bila hrvatska lokalna komercijalna televizijska postaja iz Čakovca s pravom emitiranja u digitalnoj regiji D6. S emitiranjem je započela u 2018. godini, a 28. svibnja 2020. prestala je s redovitim emitiranjem programa.
Glavni i odgovorni urednik ujedno je bio i vlasnik televizijskog kanala Velebit TV, kao i kanala Srce TV i Adriatic TV, Miljenko Vinković.

## Pokrivenost
Dobivenom koncesijom na 10 godina pokrivala je dijelove područja Ličko-senjske županije i Karlovačke županije s njima pripadajućim gradovima i općinama. U Ličko-senjskoj županiji to su bila četiri grada: Gospić, Otočac, Novalja i Senj te osam općina, a u Karlovačkoj pet gradova: Karlovac, Duga Resa, Ogulin, Slunj i Ozalj te sedamnaest općina.